# Chrostowo Wielkie
Chrostowo Wielkie is een plaats in het Poolse district  Przasnyski, woiwodschap Mazovië. De plaats maakt deel uit van de gemeente Czernice Borowe en telt 260 inwoners.